# Notos (warenhuis)
Notos is een Griekse warenhuisketen en distributeur van een aantal luxe merken op het gebied van mode, cosmetica en schrijfwaren. De broers Lambropoulos openden het eerste warenhuis in 1901 in Athene. In 1992 was Notos de eerste winkel die het shop-in-the-shopconcept introduceerde in Griekeland. In de jaren 1990 werd de naam van de warenhuizen omgedoopt in Notos. Als grootste warenhuisketen in Griekland biedt het een assortiment met Griekse en internationale merken. In 2014 werd de eerste internationale vestiging geopend in Sofia in Bulgarije. In juni 2017 was Notos het eerste Griekse warenhuis met een webshop. Het bedrijf had anno 2014 meer dan 1000 medewerkers in dienst.

## Filialen
Notos heeft anno 2023 een viertal warenhuizen in Griekland:
- Athene
- Piraeus
- Thessaloniki
- Kalamata

Bij de warenhuisdivisie werken zo'n 580 personen.
Daarnaast is er één internationale vestiging in Sofia, Bulgarije.